# Stephan Lorenz
Stephan Lorenz (* 13. Dezember 1961 in Würzburg) ist ein deutscher Rechtswissenschaftler und Professor für Bürgerliches Recht, Internationales Privatrecht und Rechtsvergleichung an der Ludwig-Maximilians-Universität München.

## Leben
Nach dem Abitur am Kurt-Huber-Gymnasium in Gräfelfing im Jahre 1981 studierte Lorenz 1982/83 Germanistik und Romanistik an der Universität München. Von 1984 bis 1988 studierte er an den Universitäten München und Lausanne Rechtswissenschaften. 1989 schloss er das Studium mit der Ersten Juristischen Staatsprüfung ab, wonach er als wissenschaftliche Hilfskraft am Lehrstuhl von Andreas Heldrich arbeitete. 1990 wurde er promoviert, 1992 absolvierte er die Zweite Juristische Staatsprüfung und wurde wissenschaftlicher Assistent am Lehrstuhl von Andreas Heldrich. 1996/97 wurde er in München für die Fächer Bürgerliches Recht, Zivilprozessrecht, Internationales Privatrecht und Rechtsvergleichung habilitiert.
Ab dem Wintersemester 1997/98 war er Professor für Bürgerliches Recht, Zivilprozessrecht, Internationales Privatrecht und Rechtsvergleichung an der Universität Augsburg. Nachdem er 1999 einen Ruf an die Universität Lausanne (Nachfolge Fritz Sturm) abgelehnt hatte, wurde er zum Wintersemester 2002/03 an die Universität München berufen, wo er bis heute einen Lehrstuhl für Bürgerliches Recht, Internationales Privatrecht und Rechtsvergleichung innehat. 2011 lehnte er einen Ruf an die Universität Regensburg ab. 2015 lehnte er den Ruf auf das Amt des Präsidenten der Bucerius Law School ab.
2008, 2013, 2018 und 2024 wählte ihn der Bayerische Landtag zum nebenamtlichen Richter am Bayerischen Verfassungsgerichtshof. Hierfür war Lorenz 2008 von den Freien Wählern vorgeschlagen worden, obwohl er nicht Mitglied der Partei sei; er gab an, dass nach Ansicht der Freien Wähler das Landesverfassungsgericht weniger politisch werden solle.
Darüber hinaus ist Lorenz Mitherausgeber der Juristischen Schulung (JuS), in der er regelmäßig Beiträge in der Reihe „Grundwissen“ veröffentlicht.
2013 erhielt er den Ars legendi-Preis für exzellente Hochschullehre. Der „Preis für gute Lehre“ des Bayerischen Staatsministers für Bildung und Kultus, Wissenschaft und Kunst wurde ihm 2015 verliehen. 2018 erhielt er das Bundesverdienstkreuz.

## Privates
Lorenz ist Vater von vier Kindern und lebt in Krailling. Er ist der Sohn des Rechtswissenschaftlers Werner Lorenz, der wie Stephan Lorenz einen Lehrstuhl an der Ludwig-Maximilians-Universität München innehatte und ebenfalls zu internationalem Privatrecht und Rechtsvergleichung forschte. Wie nun Stephan Lorenz kommentierte auch Werner Lorenz das Bereicherungsrecht (§§ 812-822 BGB) im Staudinger-Großkommentar zum Bürgerlichen Gesetzbuch.

## Schriften (Auswahl)
- Das intertemporale internationale Ehegüterrecht nach Art. 220 III EGBGB und die Folgen eines Statutenwechsels. Beck, München 1991, ISBN 3-406-35594-3 (Dissertation).
- Der Schutz vor dem unerwünschten Vertrag – Eine Untersuchung von Möglichkeiten und Grenzen der Abschlußkontrolle im geltenden Recht. Beck, München 1997, ISBN 3-406-43186-0 (Habilitationsschrift).
- mit Thomas Riehm: Lehrbuch zum neuen Schuldrecht. Beck, München 2002, ISBN 3-406-48605-3.
- mit Dieter Medicus: Schuldrecht I: Allgemeiner Teil. 21. neu bearbeitete Auflage. C.H. Beck, München 2015, ISBN 978-3-406-66736-7.
- mit Dieter Medicus: Schuldrecht II: Besonderer Teil. 18. neu bearbeitete Auflage. C.H. Beck, München 2018, ISBN 978-3-406-69406-6.